# Magyar történelmi festészet
A magyar történelmi festészet a 19. század második felében volt jellemző, azaz a romantika és a realizmus idejében.
Az elbukott szabadságharc utáni évtizedben a nemzeti érzés kifejezésére szolgáló alkotások túlnyomó többsége nem a közelmúlt (szabadságharc, forradalom) eseményeinek ábrázolásával foglalkozott, hanem - a cenzúrát elkerülendő - régebbi századok történelmi eseményeit dolgozta fel.
A történelmi festészet hősies küzdelmeket, drámai fordulópontokat, mozgalmas csatákat stb. választott témául. A történelmi festészet nem csak a magyar művészet történetét jellemzi, hasonló stílusú, nézőpontú és funkciójú festmények más nemzetek kulturális örökségében is léteznek.
A magyar történelmi festészet kiemelkedő alkotásait a budapesti Magyar Nemzeti Galéria állandó kiállításán lehet megtekinteni.

## Ismertebb művek
- Székely Bertalan: Egri nők, II. Lajos holttestének megtalálása
- Madarász Viktor: Hunyadi László siratása, Zrínyi és Frangepán a bécsújhelyi börtönben
- Benczúr Gyula: Buda visszafoglalása, Hunyadi László búcsúja
- Munkácsy Mihály: Siralomház, Tépéscsinálók
- Wagner Sándor: Dugovics Titusz
- Feszty Árpád: A magyarok bejövetele
- Borsos József: Nemzetőrtiszt